# Kong-bjergene
Kong-bjergene er en ikke-eksisterende bjergkæde i sydkanten af Sahara. James Rennells kort fra 1798 på baggrund af Mungo Parks ekspeditioner viser denne bjergkæde, og i 1805 forbandt gravøren John Cary dem med de ligeledes ikke-eksisterende Måne-bjerge, der formodedes at rumme Nilens kilde.
Op gennem det nittende århundrede gentog kartograf efter kartograf fejlen, men efterhånden som området blev bedre udforsket af europæerne, fandt man ud af at der ikke var nogen bjergkæde, men blot randen af et plateau.